# Hoplismenus cornix
Hoplismenus cornix är en stekelart som beskrevs av Joseph Kriechbaumer 1890. Hoplismenus cornix ingår i släktet Hoplismenus och familjen brokparasitsteklar. Inga underarter finns listade i Catalogue of Life.